# Naginata
Naginata (jap. 長刀 lub 薙刀) – japońska broń drzewcowa, używana w sztuce walki naginata-dō.

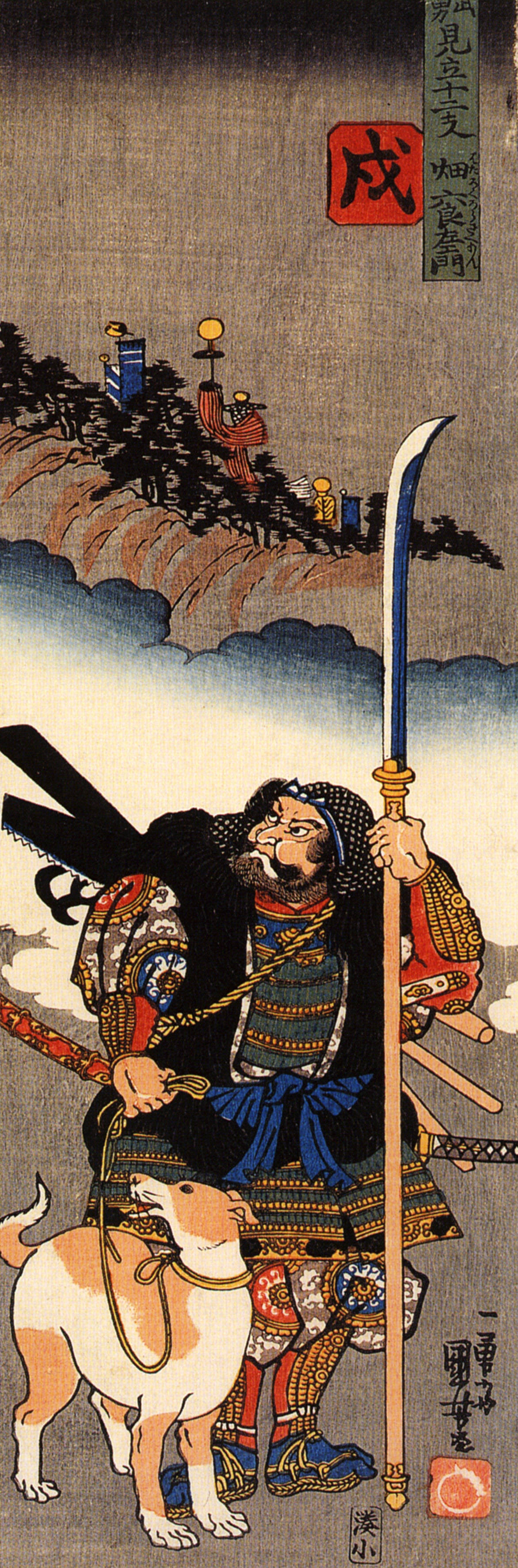
Samuraj uzbrojony w naginatę

Tradycyjna naginata składa się z drzewca o długości ok. 180 cm oraz elastycznie zamocowanego na nim żeleźca o długości ok. 40 cm i kształcie zbliżonym do ostrza japońskiej broni siecznej – katany bądź tachi, dzięki czemu mogła służyć zarówno do kłucia, jak i cięcia. Długość drzewca podana powyżej jest jedynie uśrednioną długością, bowiem przez wieki używania wahała się od 60 cm do około 3 metrów. Podobnie jest z żeleźcem – jego długość wahała się od 15 cm do około 60 cm, różne były także szerokości ostrza i stopień zakrzywienia.
Naginata używana była początkowo w roli broni podstawowej uboższego samuraja i tych, którzy pretendowali do takiego tytułu. Wykształciła się wtedy sztuka używania naginaty (naginata-dō), która opierała się na wykorzystaniu elastyczności zamocowania żeleźca. Około roku 1400 n.e. jej użycie zdegradowano do roli włóczni używanej w szeregach piechoty (użycie podobne do falangi macedońskiej). W czasach siogunatu walki naginatą uczono kobiety z rodów samurajskich.
Do ćwiczeń używa się naginaty drewnianej z żeleźcem bambusowym.

## Galeria

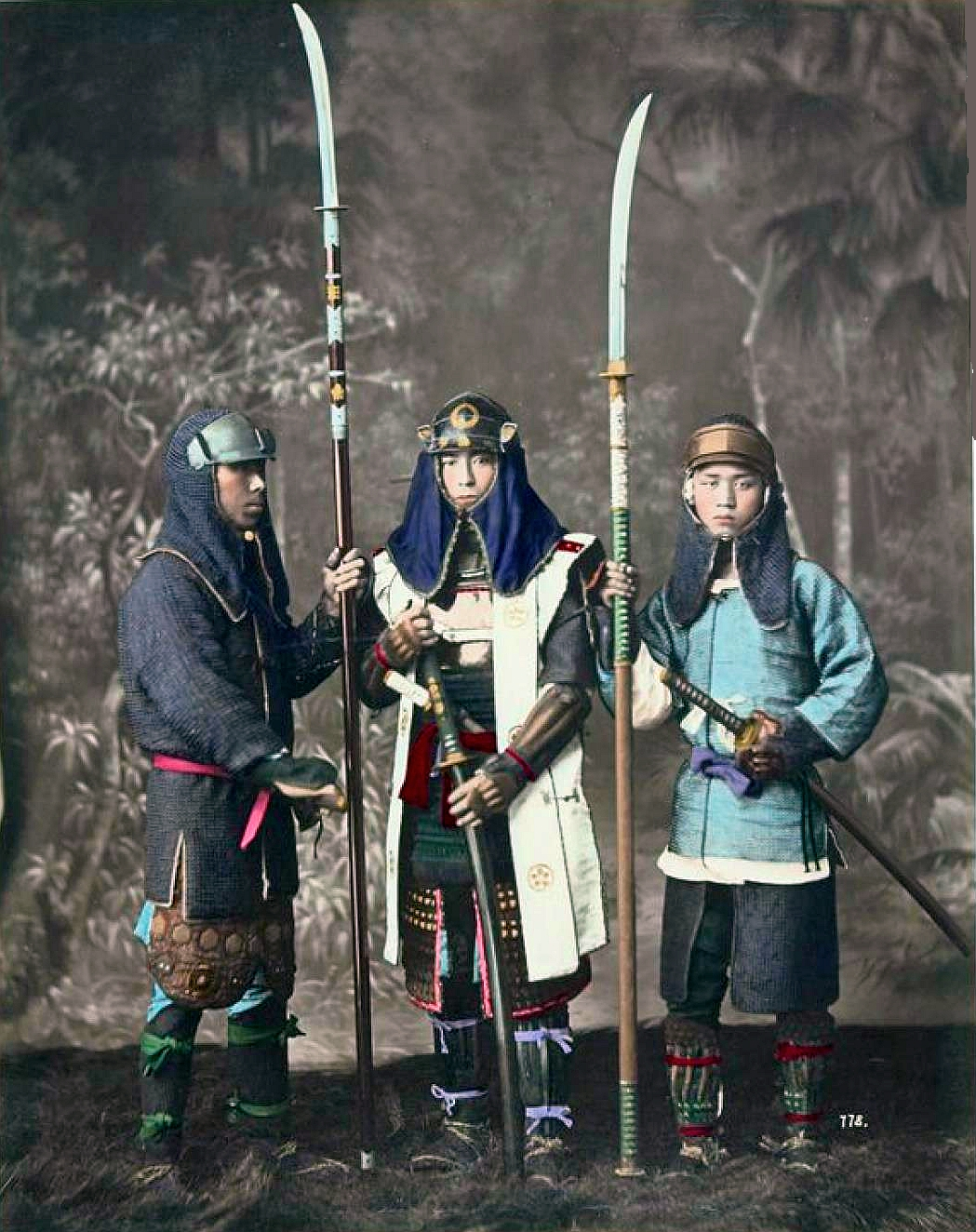
Żołnierze z naginatami
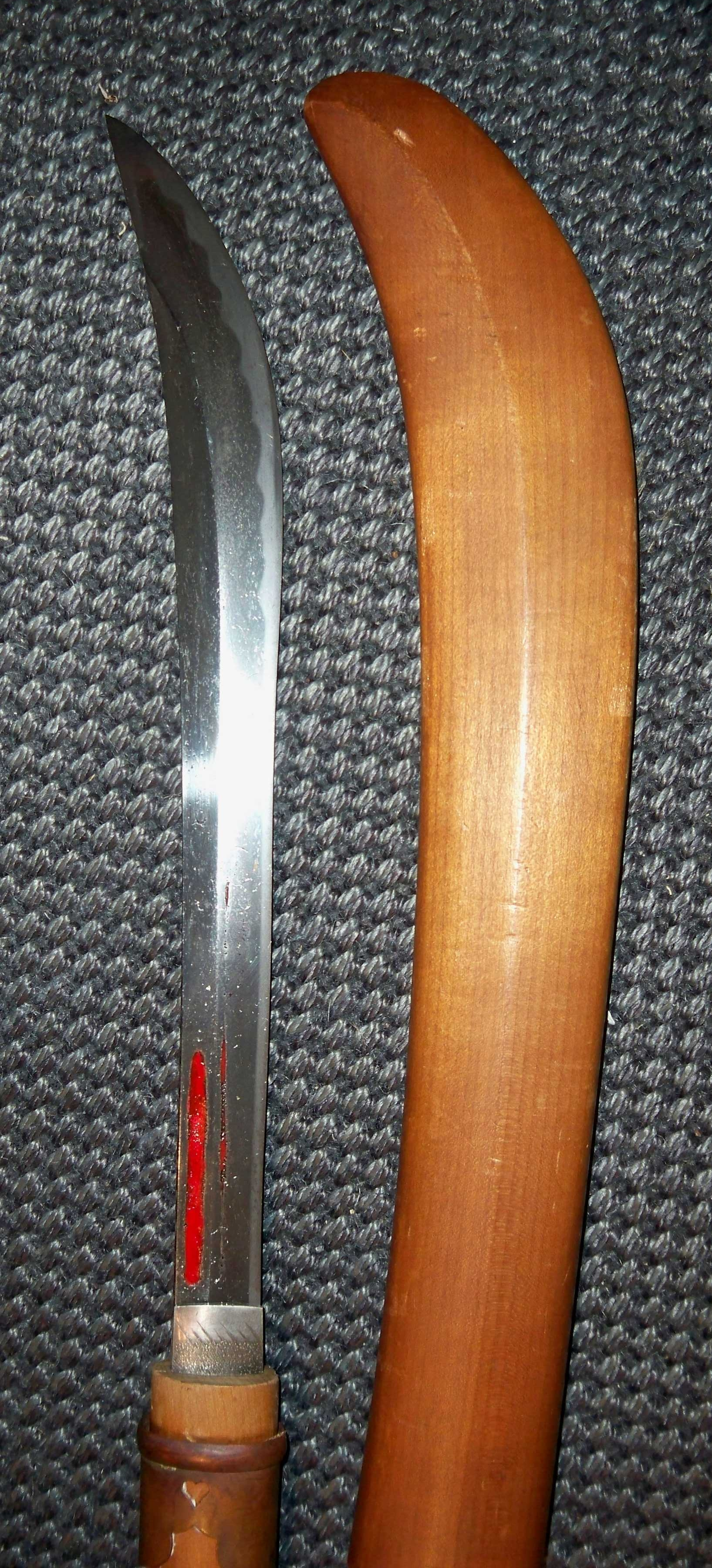
Głownia z pochwą
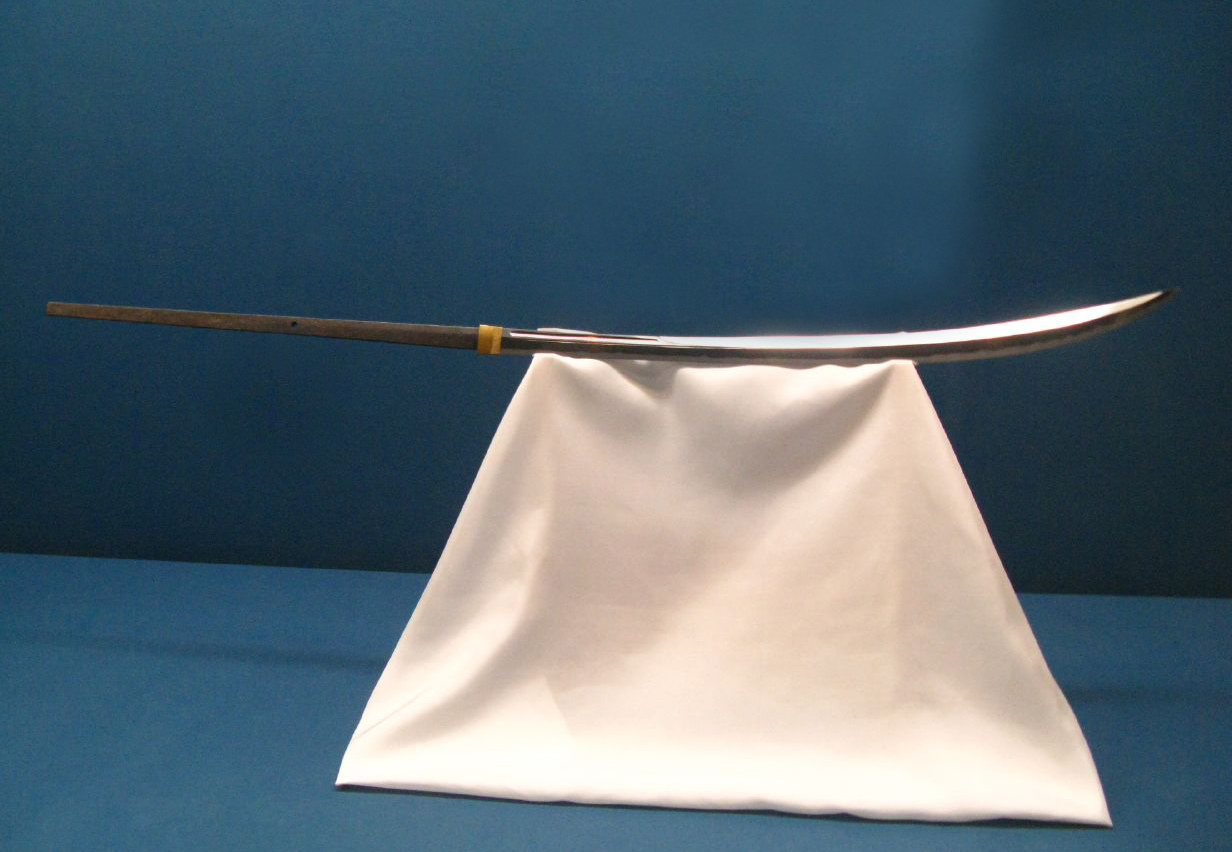
Nieoprawiona głownia naginaty
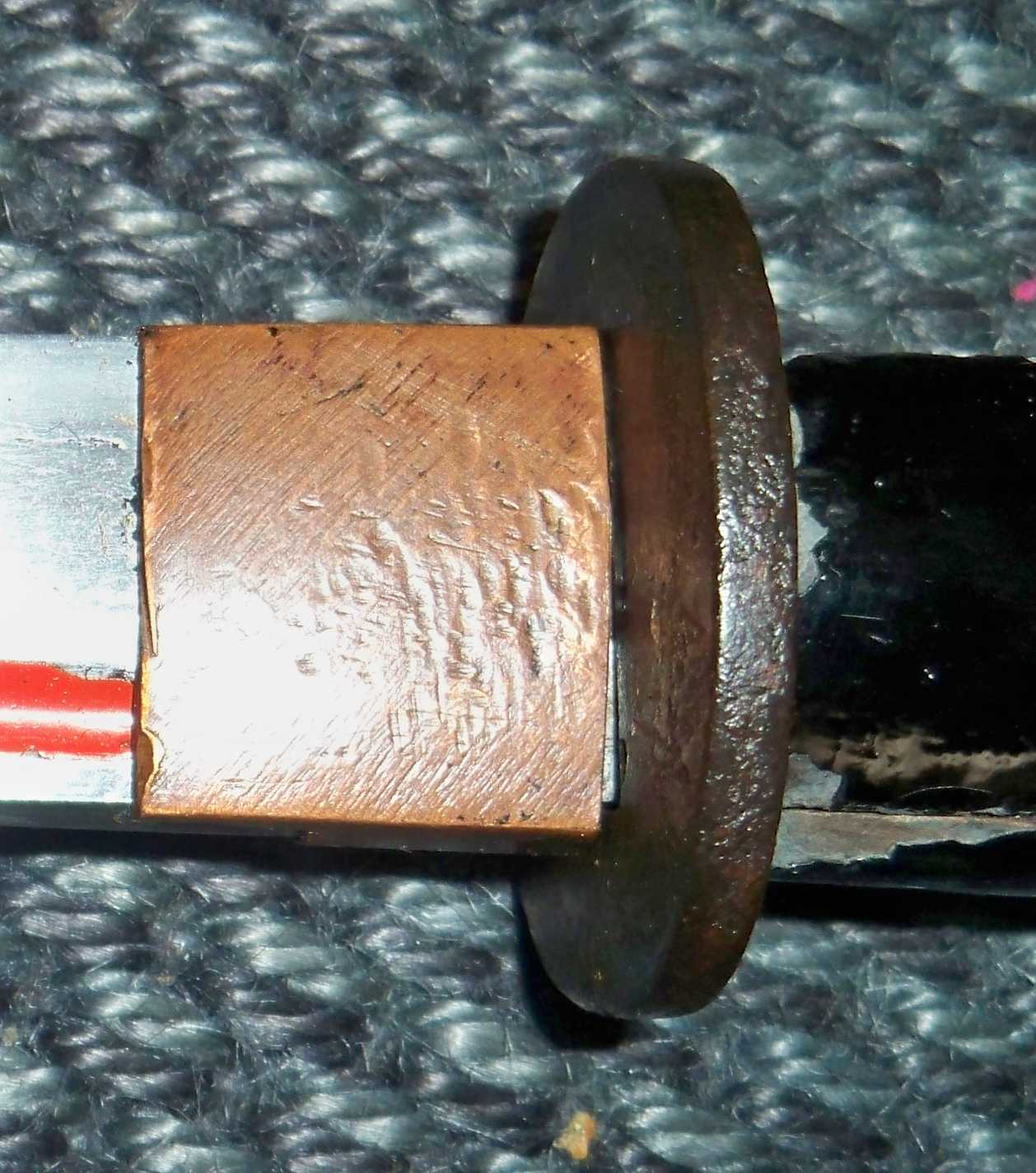
Tsuba (jelec) naginaty
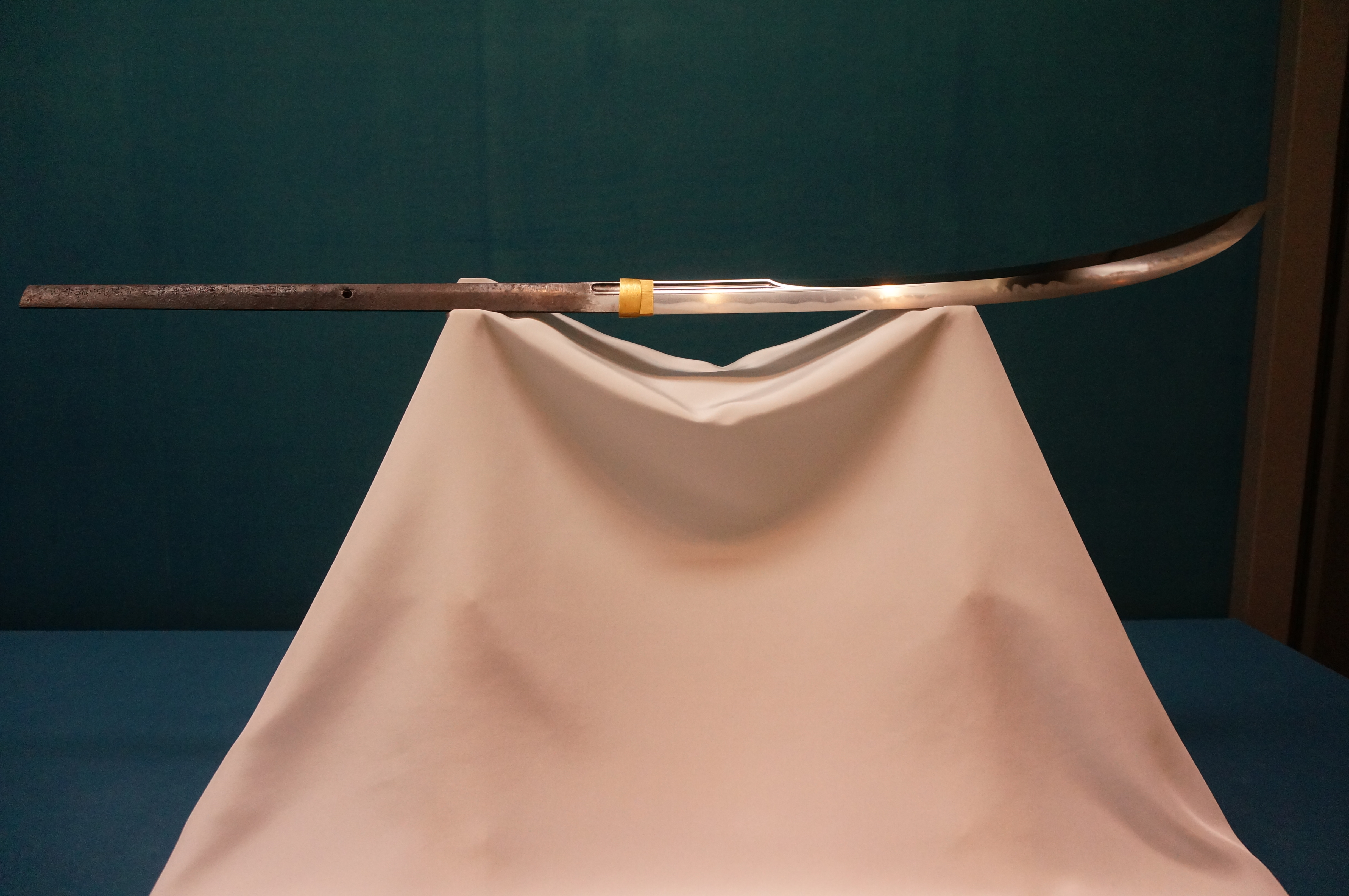
Ostrze naginaty wykute przez Osafune Katsumitsu. 1503 – okres Muromachi.
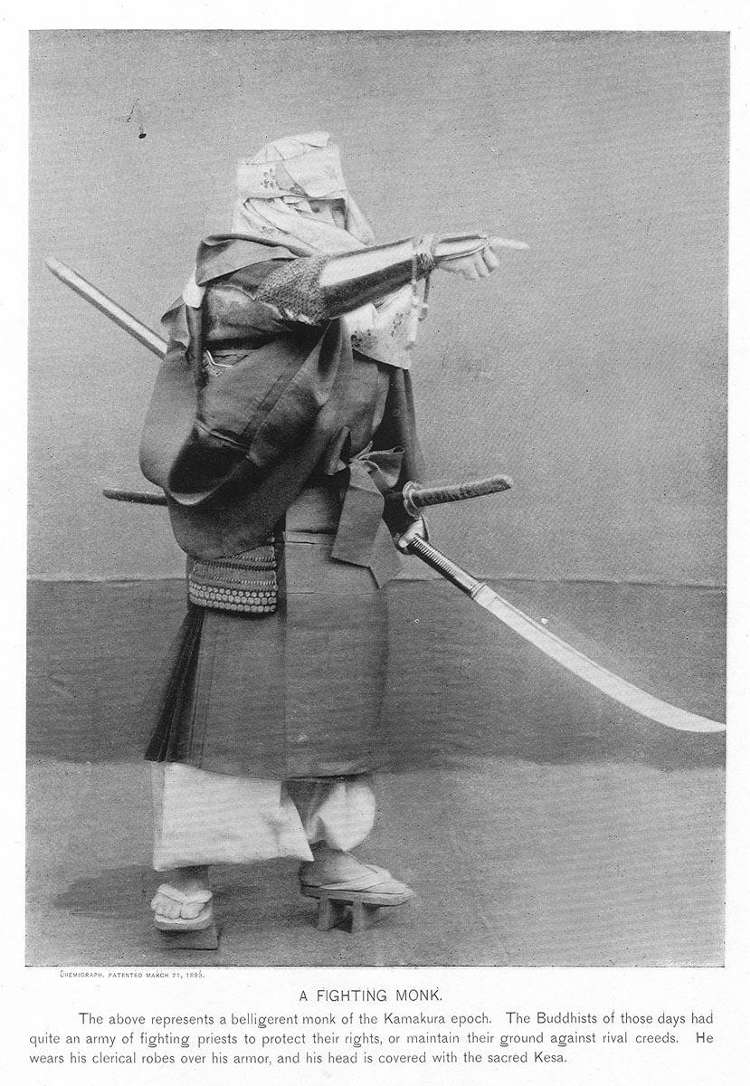
Zdjęcie z okresu Meiji przedstawiające osobę, przebraną za wojownika sōhei w stroju z okresu Kamakura, z naginatą
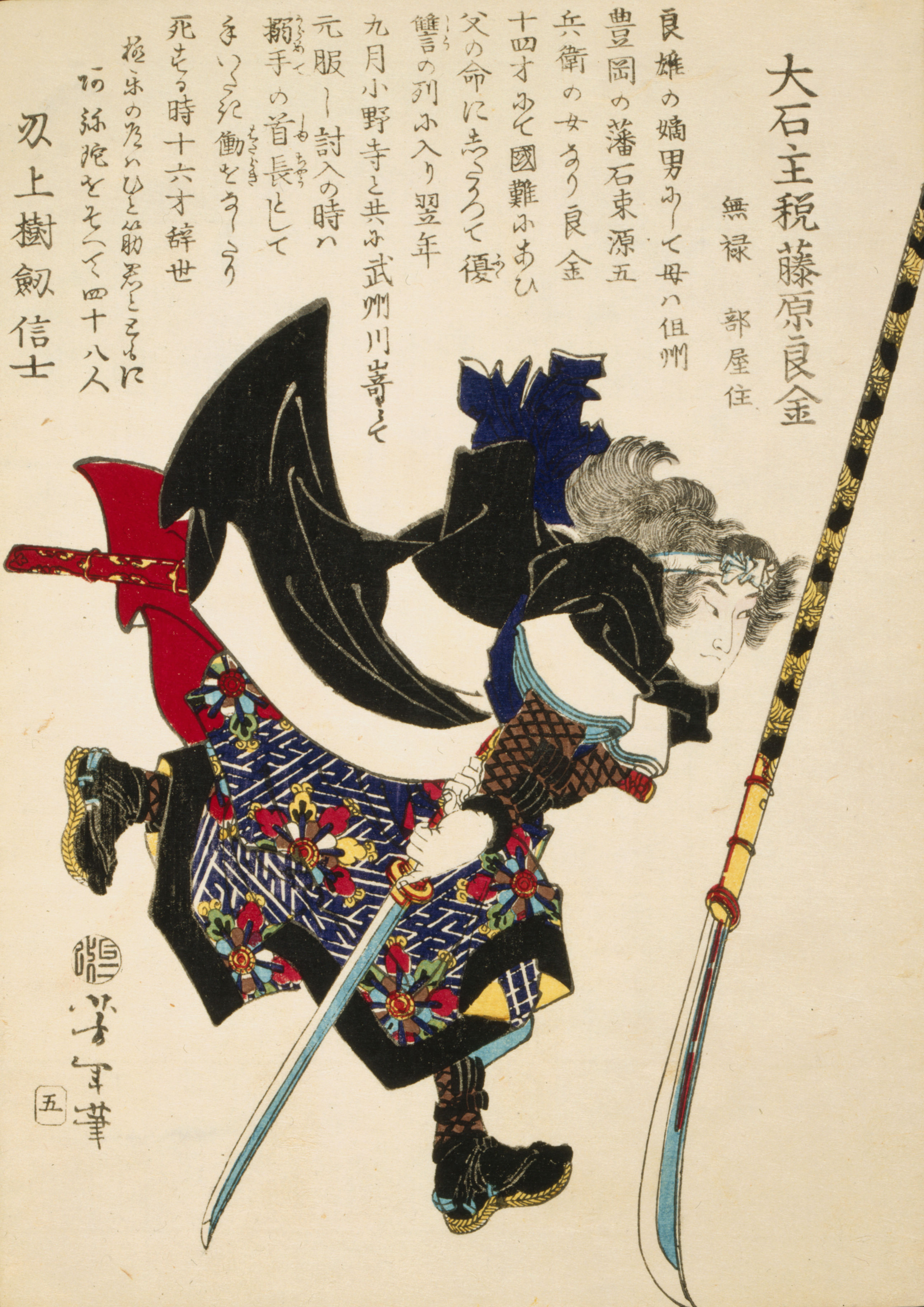
Rōnin z kataną i naginatą
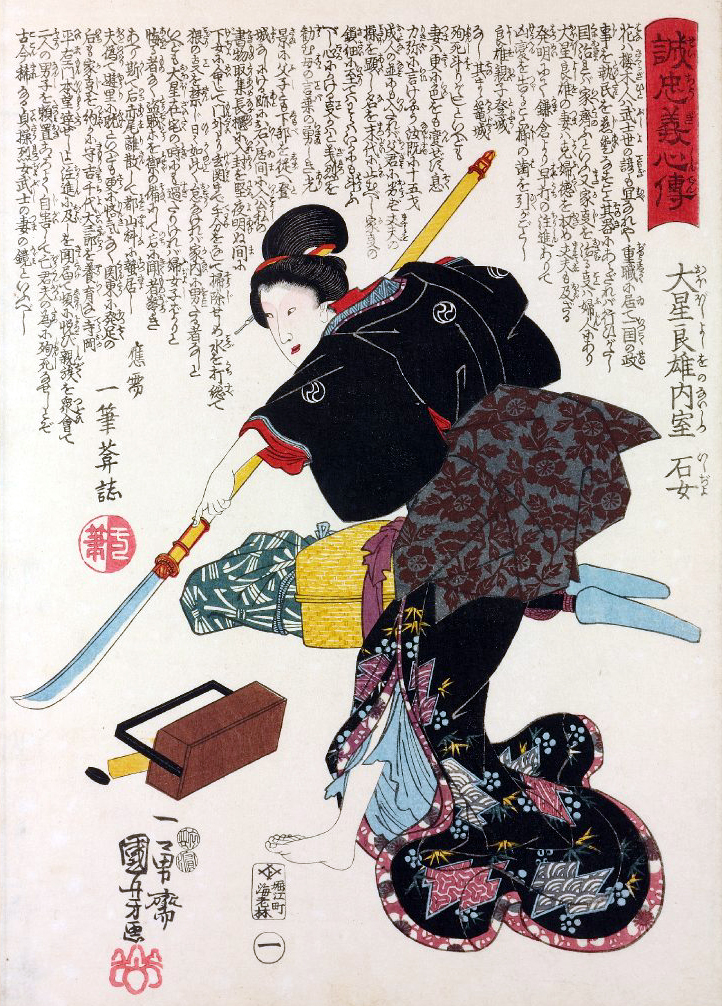
Onna-bugeisha (japońska wojowniczka) Ishi-jo z naginatą na ukiyo-e autorstwa Kuniyoshiego Utagawy
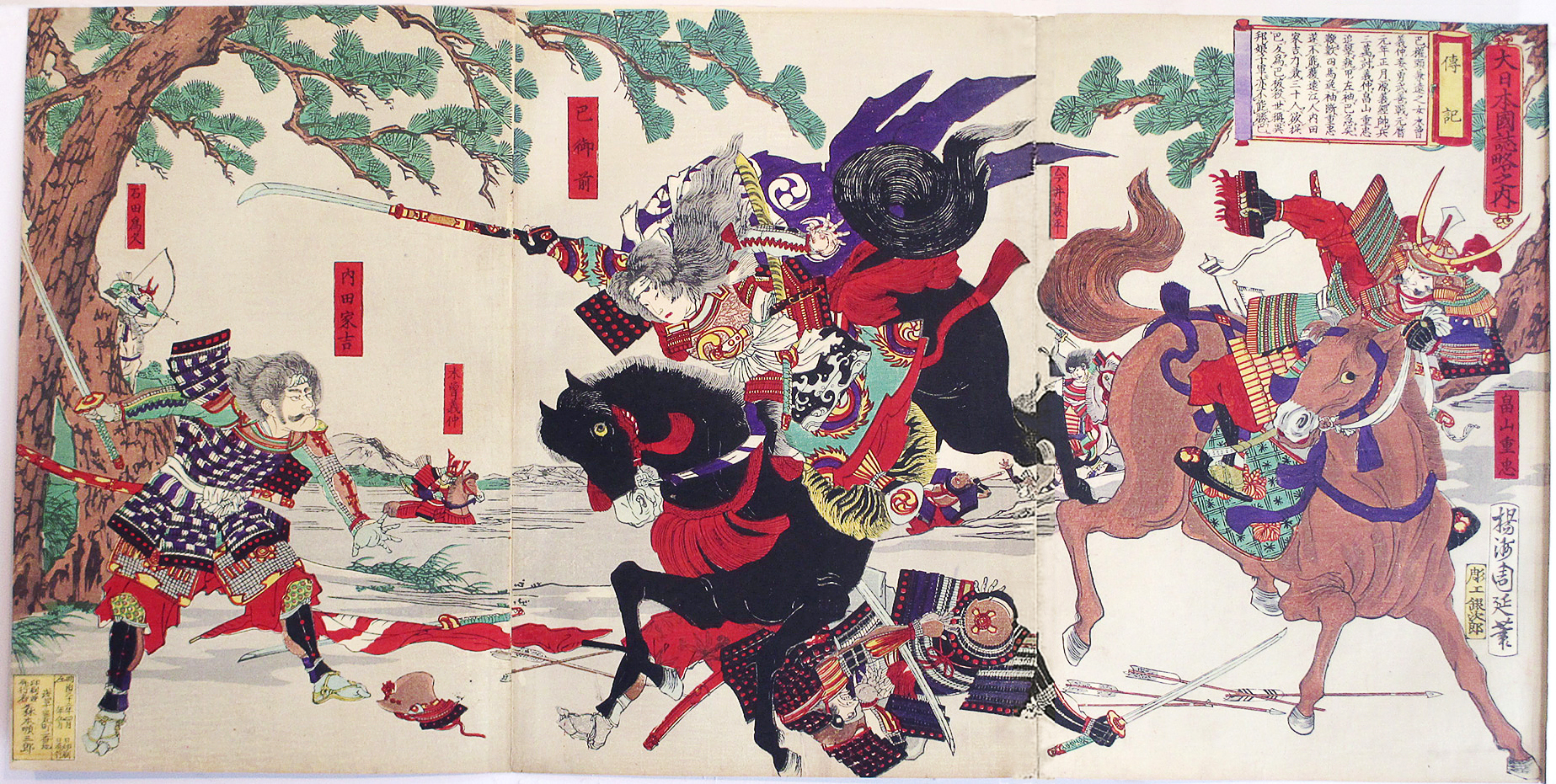
Onna-musha (japońska wojowniczka) Tomoe Gozen(inne języki) walcząca naginatą jadąc na koniu